# Manuel Pérez Fenoll
Manuel Pérez Fenoll (Benidorm, 1957) és un polític valencià, alcalde de Benidorm entre el 2006 i el 2009.
És llicenciat en Medicina i Cirurgia, especialitat en estomatologia professió que exerceix des de 1982, també té un màster en implantologia. Ha estat membre dels Consells Interterritorials i d'Administració de la Caixa d'Estalvis del Mediterrani.
Entrà en la política l'any 1990 com a membre del Partit Popular i va ser president de l'agrupació local el 1992. També forma part de l'executiva provincial d'Alacant i de la directiva del País Valencià.
Diputat de les Corts Valencianes des de 1995 fins al 2011, ha format part de diverses comissions com Indústria, Comerç i Turisme, portaveu de la Comissió d'estudis de noves formes de gestió de RTVV, vicepresident de la comissió de Drets humans i Comissió de Política lingüística entre d'altres. Després de les eleccions a les Corts Valencianes de 2015 tornà a ser diputat.
A Benidorm, primer va ser primer tinent d'alcalde on exercí com a regidor d'Hisenda i portaveu del grup, va arribar a alcalde el març de 2006. El setembre de 2009 el seu enfrontament amb el regidor, també del PP, José Bañuls considerat trànsfuga, va propiciar que aquest s'unís a 12 regidors, que van abandonar prèviament el PSPV, per tal de propiciar una majoria diferent a l'ajuntament de Benidorm a través de la presentació d'una moció de censura. El 22 de setembre es realitzà el ple de l'ajuntament en què Agustín Navarro fou escollit alcalde.